# Grensengel
Grensengel is het derde en laatste boek geschreven door Mariolande Kennedy. Dit is het enige boek van Kennedy dat volledig fictie is en dus niet zoals voorgaande boeken gedeeltelijk non-fictie en fictie.
Het verhaal speelt zich af in Mont-Saint-Michel (Frankrijk).

## Het verhaal
Een gezin, vader en moeder, drie zusjes en de hond gaan op vakantie naar Mont Saint-Michel. Frederique, een van de zusjes, koopt een souvenir. Al gauw gebeuren er de raarste dingen, ze worden achtervolgd en nog wel meer. Snel keren ze terug naar huis, maar het probleem blijft.